# Portret van Willem Crul
Portret van Willem Crul is een schilderij door de Noord-Nederlandse schilder Cornelis van Cuylenburgh (II) in het Rijksmuseum in Amsterdam.

## Voorstelling

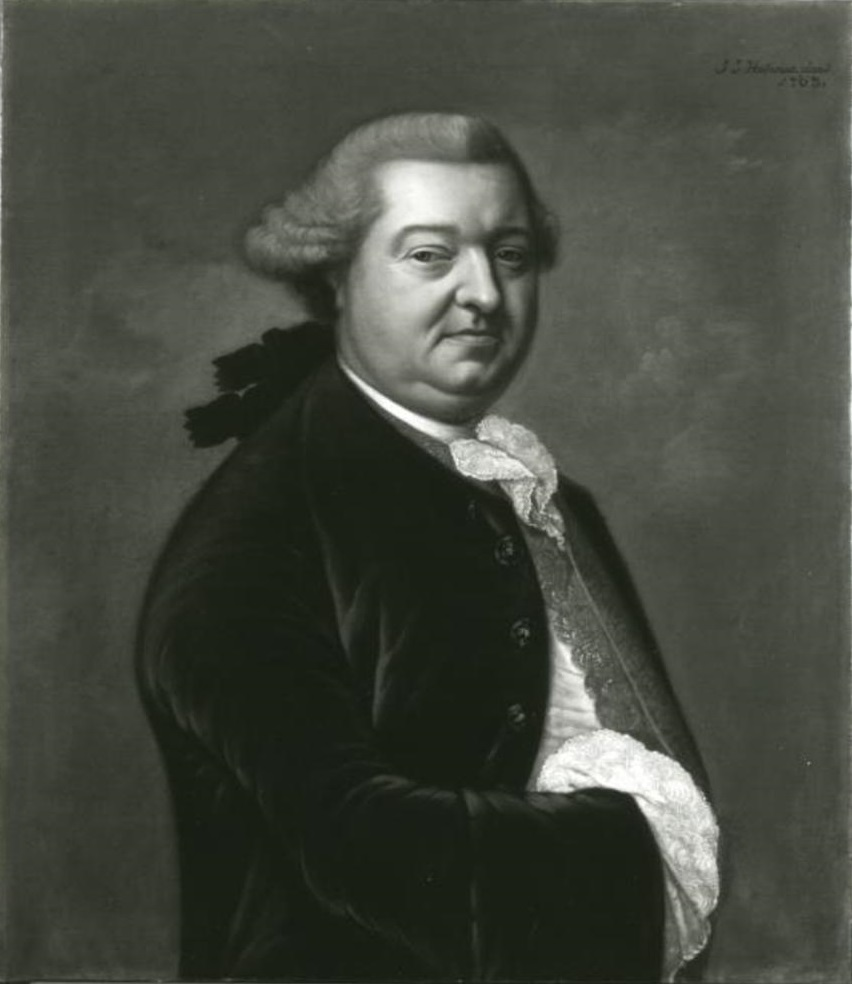
Johann Ernst Heinsius. Portret van Willem Crul. 1763. Leeuwarden, Fries Museum.

Het stelt voor de schout-bij-nacht Willem Crul. In 1781, aan het begin van de Vierde Engels-Nederlandse Oorlog, begeleidde hij een konvooi koopvaardijschepen op weg van Sint Eustatius naar Nederland. Vlak bij het eiland Sombrero werd hij aangevallen door een Engels eskader en sneuvelde hij. Hierdoor kreeg hij in Nederland de status van held. Crul is in uniform afgebeeld met in zijn rechterhand een verrekijker en met zijn linkerhand rustend op het gevest van zijn zwaard. Veel elementen zijn ontleend aan admiraalportretten uit de 17e eeuw, zoals de tafel linksvoor, het opengeslagen gordijn en het zeegezicht met oorlogsschepen op de achtergrond. Op de tafel liggen een driekantige steek en een armillarium. Het werk is een vrije kopie naar het portret van Crul door Johann Ernst Heinsius in het Fries Museum in Leeuwarden, gedateerd 1763.

## Toeschrijving en datering
Het schilderij is niet gesigneerd of gedateerd. Dat Van Cuylenburgh de maker is blijkt uit de opmerking ‘betaalt aan den copiist’ met betrekking tot de verwerving van het werk door de Nationale Konst-Gallery in 1801. Mogelijk maakte Van Cuylenburgh het in opdracht van de directeur van de Nationale Konst-Gallery, Alexander Gogel, een neef van Willem Crul.

## Herkomst
In 1801 werd het portret voor 153 gulden aangekocht door de Nationale Konst-Gallery in Den Haag, de voorloper van het Rijksmuseum Amsterdam. Als datum wordt genoemd 28 augustus,  1 september en 7 september.